# Pietro Gazzera
Pietro Gazzera nasceu em Bene Vagienna em Cuneo, Itália em 11 de dezembro de 1879, filho de Giovanni Battista e Anna Dompé. 

## Biografia
Entrou na Academia Militar de Turim em 19 de outubro de 1896, da qual deixou dezenove com o posto de segundo tenente de artilharia.
A partir de 20 de julho de 1899, ele frequentou a Escola de Aplicação de Artilharia e Engenharia. Em 13 de outubro de 1905, foi admitido no posto de tenente na Escola de Guerra, de onde partiu em 20 de agosto de 1908, ocupando o primeiro lugar em seu curso.

### De Líbia à Albânia
Promovido a capitão em 1910, ele participou da Guerra Ítalo-Turca em 1911 na Líbia, e no ano seguinte recebeu a medalha de prata por valor militar. Durante a Primeira Guerra Mundial, serviu como oficial no departamento de operações do Comando Supremo e, mais tarde, no 6º Exército .
No fim das hostilidades, com o posto de brigadeiro geral, foi plenipotenciário italiano na comissão do armistício e, nessa qualidade, está entre os signatários do Armistício de Villa Giusti. Após o fim da guerra, tornou-se comandante da brigada de infantaria "Basilicata", depois vice-comandante da Escola de Guerra e, finalmente, presidente do Tribunal Militar Especial de Turim. Em 1923, foi enviado para a Albânia como presidente da comissão internacional de delimitação de fronteiras, sucedendo ao general Enrico Tellini, que foi morto nm ataque. Voltou para casa em 1925 para assumir o comando da Escola de Guerra e, posteriormente, da divisão territorial de Gênova.

### Ministro e senador
Sob o fascismo em 24 de novembro de 1928, foi nomeado por Mussolini Subsecretário de Estado do Ministério da Guerra e, a partir de 12 de setembro de 1929 Ministro da Guerra do Reino da Itália. Em 31 de julho de 1930, foi promovido e no início de 1931, decidiu incluir a Milícia Nacional de Segurança Voluntária (MVSN) no Exército Real. Em fevereiro do mesmo ano, entrou em conflito aberto com o secretário do Partido Nacional Fascista, Giovanni Giuriat, por causa das críticas expressas por este na Comissão Suprema de Defesa e no Estado Maior do Exército. Mais tarde, entrou em conflito com Mussolini e, em 22 de julho de 1933, teve que renunciar à sua posição. . Foi substituído pelo próprio Mussolini, que escolheu o general como subsecretário Federico Baistrocchi.
Em 2 de julho do mesmo mês, ele foi promovido a comandante geral designado como exército e colocado à sua disposição. No final de seu mandato, o Exército Italiano Real contava com 37 divisões de infantaria e duas rápidas, cada uma com três regimentos, com equipamento completo, além de unidades de bersaglieri, alpini, artilharia, cavalaria, camisas pretas, metralhadoras e cavalaria.
Em 30 de outubro de 1933, ele foi nomeado Senador do Reino, tendo sido validado em 12 de dezembro de 1933. Durante sua permanência no Senado, ele ocupou posições importantes em várias comissões:
- Membro da Comissão para o julgamento do Supremo Tribunal de Justiça (22 de setembro de 1937 - 2 de março de 1939)
- Membro da Comissão de Finanças (17 de abril de 1939 - 5 de agosto de 1943)
- Membro da Comissão Italiana de Assuntos Africanos (17 de abril de 1939 - 28 de janeiro de 1940)
- Membro da Comissão para o julgamento do Supremo Tribunal de Justiça (17 de abril de 1939 - 5 de agosto de 1943).

Em 1938, ele voltou ao serviço e nomeou Governador de Galla e Sidama, sul de Etiópia, com capital em Jimma

### Campanha na África Oriental
Durante a Campanha Italiana da África Oriental (1940-1942), que ocorreu durante a Segunda Guerra Mundial, ele foi comandante das Forças Armadas da África Oriental Italiana e responsável pelo platô sul, incluindo o Governorato de Galla e Sidama.
Em julho de 1940, o General Gazzera ocupou o forte de Gallabat e o de Kurmuk no Sudão Anglo-Egípcio. De 23 de maio a 6 de julho de 1941, após a rendição do Duque de Aosta, Gazzera foi governador da África Oriental Italiana e vice-rei da Etiópia. Suas tropas se juntaram às do general Carlo De Simone, que haviam se retirado de Addis Abeba. Na tentativa de defesa na cidade de Soddu, as unidades italianas se retiraram sobre o Omo Bottego. Ali, o ataque britânico quebrou as linhas italianas chegando em alguns dias para ocupar Jimma. Em 4 de julho, os britânicos tomaram Dembi Dollo. Após a derrota militar, as tropas italianas lideradas por Gazzera se retiraram para a região de Galla Sidama e em 6 de julho de 1941, depois de entrar em contato com as forças belgas do general Gilliaert, provenientes do Congo Belga, eles se renderam com a honra das armas..
Do último telegrama enviado à Itália anunciando a rendição:
“Nossos regimentos fizeram o humanamente possível desde desde 10 de junho de 1940 até hoje para manter no alto o nome do exército italiano no Quênia, no Sudão e no Império. As tropas lutaram como leões não apenas contra os britânicos, mas também e ainda mais quando os rebeldes que vieram de fora nos martirizaram pela retaguarda. Mesmo após a rendição do Amba Alagi, nos defendemos com as unhas e os dentes, multiplicando nossos esforços, à medida que nossos meios diminuíam e as privações aumentavam. Hoje, embora sem esperança, detivemos os belgas em seu ataque ao Butta em profundidade. Nossos últimos fiéis askari beijaram os rifles dados pelo governo italiano há pouco tempo e choraram quando sentiram que devíamos ceder.

### Prisioneiro de guerra
Sendo então prisioneiro do Reino Unido foi levado ao posteriormente designado para a  Britânica, ele foi prisioneiro em no Quênia, no Índia e depois nos Estados Unidos. Após a assinatura do Armistício de Cassibile, em setembro de 1943, foi repatriado. Sua primeira tarefa foi garantir a ordem pública durante o Congresso de Bari, a primeira reunião política realizada após a queda do fascismo. Posteriormente, recebeu a nomeação de Alto Comissário para Prisioneiros de Guerra, cargo ocupado até o final do conflito. Em 7 de agosto de 1944, ele foi encaminhado ao Supremo Tribunal de Justiça pelas Sanções contra o Fascismo e declarado extinto como cargo de senador em 30 de outubro do mesmo ano. No primeiro período do pós-guerra, se retirou para a vida privada, indo para Cirié em 30 de junho de 1953.

## Família
Casado com Bianca Rosa Maria Gerardi, teve quatro filhos: Giovanni Battista, Romano, Maria Luisa e Ermelinda. Seu filho, Romano Gazzera (1906-1985), teve uma intensa atividade pictórica sendo um mestre da pintura neo-floral. Um sobrinho, Franco Gazzera, primeiro secretário do governo real de Dangla, Etiópia e regente do comissariado de Gondar destacou-se particularmente durante a aventura colonial na Abissínia. Durante seus cinco anos de atividade como Ministro da Guerra, ele escreveu os relatórios de cerca de 180 conversas com Benito Mussolini em suas próprias mãos: essas correspondências foram confiadas por seu filho Romano ao historiador Renzo De Felice.

## Cargos ocupados
- Comandante da Brigada Basilicata - 1926
- Comandante da Escola Superior de Guerra - 1926
- Comandante Geral, Divisão de Gênova - 1926-1928
- Sub-Secretário do Ministério da Guerra - 1928-1929
- Ministro da Guerra - 1929-1933
- Governador de Galla e Sidamo - 1938-1941
- Membro da Comissão para os Assuntos Italianos na África, Senado - 1939-1940
- General comandante, 24ª Divisão - 1940-1941
- Vice-Rei e Governador-Geral - África Oriental Italiana - 1941
- Prisioneiro de guerra - 1941-1943
- Comissariado para os Prisioneiros de Guerra - 1943-1945

| Precedido por Amedeo, 3º Duque d'Aosta | Vice Rei e Governador Geral da África Oriental Italiana | Sucedido por Guglielmo Nasi |

### Jornais e revistas
- Pelagalli, Sergio. Il generale Pietro Gazzera al ministero della guerra, Storia contemporanea n.6, dicembre 1989
- Pelagalli, Sergio. Il generale Pietro Gazzera, Storia Militare Anno III n.23, Ermanno Albertelli Editore, Parma agosto 1995.